# Liste der denkmalgeschützten Objekte in Tschagguns
Die Liste der denkmalgeschützten Objekte in Tschagguns enthält die 16 denkmalgeschützten, unbeweglichen Objekte der österreichischen Gemeinde Tschagguns im Bezirk Bludenz.

## Denkmäler
| Foto |                 | Denkmal                                                                                        | Standort                                          | Beschreibung | Metadaten |
| ---- | --------------- | ---------------------------------------------------------------------------------------------- | ------------------------------------------------- | --- | --- |
| ja   | Datei hochladen | Flur-/Wegkapelle HERIS-ID: 74828 Objekt-ID: 88269                                              | Bitschweilstraße Standort KG: Tschagguns          | Die nach Süden ausgerichtete Kapelle hat ein Satteldach mit Glockendachreiter, einen gamauerten Chorraum und einen hölzernen Betraum. | BDA-Hist.: Q38136984 Status: § 2a Stand der BDA-Liste: 2025-06-30 Name: Flur-/Wegkapelle GstNr.: .636 Bitschweiler Marienkapelle                                                                           |
| ja   | Datei hochladen | Ehemaliges Schulhaus HERIS-ID: 59826 Objekt-ID: 71429                                          | Bitschweilstraße 31 Standort KG: Tschagguns       | Das ehemalige Schulhaus wurde 1824 errichtet und war bis 1963 in Betrieb. | BDA-Hist.: Q38088825 Status: Bescheid Stand der BDA-Liste: 2025-06-30 Name: Ehemaliges Schulhaus GstNr.: .827 Former school Bitschweil, Tschagguns                                                         |
| ja   | Datei hochladen | Brettersäge samt Gebäude HERIS-ID: 13417 Objekt-ID: 9601                                       | Gafazutweg 4 Standort KG: Tschagguns              | Das historische Sägewerk im Süden des Ortsteils Latschau am Rasafeibach, im 18. Jahrhundert in Betrieb genommen, blieb nach dem 1907 erfolgten Einbau eines Venezianergatters aus Teilen einer Säge aus Frastanz weitgehend unverändert. Von einem hölzernen Wasserrad angetrieben, ist die Anlage voll funktionsfähig und wird als Schausägewerk museal genutzt.                                                                                    | BDA-Hist.: Q38177825 Status: Bescheid Stand der BDA-Liste: 2025-06-30 Name: Brettersäge samt Gebäude GstNr.: .954, .1047 Sägewerk am Rasafeibach, Tschagguns                                               |
| ja   | Datei hochladen | Kath. Filialkirche Verklärung Jesu HERIS-ID: 74825 Objekt-ID: 88266                            | Kilkliweg 1 Standort KG: Tschagguns               | Die Kirche wurde 1965/1966 nach den Plänen der Architekten German Meusburger und Walter Ramsdorfer erbaut und 1968 geweiht. Das Betonglasfenster der Altarwand schuf Martin Häusle mit Margarethe Häusle (1966). | BDA-Hist.: Q23541724 Status: § 2a Stand der BDA-Liste: 2025-06-30 Name: Kath. Filialkirche Verklärung Jesu GstNr.: 411 Latschau Filialkirche                                                               |
| ja   | Datei hochladen | Frühmesserhaus HERIS-ID: 74848 Objekt-ID: 88292                                                | Kreuzgasse 2 Standort KG: Tschagguns              | | BDA-Hist.: Q38137089 Status: § 2a Stand der BDA-Liste: 2025-06-30 Name: Frühmesserhaus GstNr.: .2 Tschagguns Frühmesserhaus                                                                                |
| ja   | Datei hochladen | Pfarrhof HERIS-ID: 56326 Objekt-ID: 65607                                                      | Kreuzgasse 6 Standort KG: Tschagguns              | | BDA-Hist.: Q38071387 Status: § 2a Stand der BDA-Liste: 2025-06-30 Name: Pfarrhof GstNr.: .925 Tschagguns Pfarrhof                                                                                          |
| ja   | Datei hochladen | Kath. Pfarrkirche Unsere Liebe Frau Mariä Geburt mit Friedhof HERIS-ID: 74811 Objekt-ID: 88250 | Kreuzgasse 8 Standort KG: Tschagguns              | Die von einem Friedhof umgebene Pfarr- und Wallfahrtskirche Mariä Geburt in Tschagguns hat ein mächtiges barockes Langhaus und einen gotischen Chor unter gemeinsamem Satteldach, nachträglich angesetzte Seitenschiffe (das südliche von 1752) und einen 1783 durch den Baumeister Siegele umgebauten Turm mit Zwiebelhaube und Laterne. Zwischen 1812 und 1814 wurde die Kirche verlängert, das nördliche Seitenschiff gebaut und der Chor erhöht. | BDA-Hist.: Q2082806 Status: § 2a Stand der BDA-Liste: 2025-06-30 Name: Kath. Pfarrkirche Unsere Liebe Frau Mariä Geburt mit Friedhof GstNr.: .1, 1 Pfarrkirche Unsere Liebe Frau Mariä Geburt (Tschagguns) |
| ja   | Datei hochladen | Haus Marent HERIS-ID: 74839 Objekt-ID: 88282seit 2021                                          | Latschaustraße 9 Standort KG: Tschagguns          | | BDA-Hist.: Q105668987 Status: Bescheid Stand der BDA-Liste: 2025-06-30 Name: Haus Marent GstNr.: .48 Haus Marent                                                                                           |
| ja   | Datei hochladen | Paarhof mit Doppelwohnhaus HERIS-ID: 74840 Objekt-ID: 88283                                    | Latschaustraße 14 Standort KG: Tschagguns         | Das Wohnhaus eines Paarhofs zeigt am giebelseitigen Steingaden ein Mariahilf-Fresko. | BDA-Hist.: Q38137022 Status: Bescheid Stand der BDA-Liste: 2025-06-30 Name: Paarhof mit Doppelwohnhaus GstNr.: .58, .59 Tschagguns Gehöft Latschaustraße 14                                                |
| ja   | Datei hochladen | Kraftwerk Lünersee/Latschau HERIS-ID: 113591seit 2022                                          | Latschaustraße 64 Standort KG: Tschagguns         | Das Lünerseewerk wurde 1954–1958 errichtet. | BDA-Hist.: Q1880356 Status: Bescheid Stand der BDA-Liste: 2025-06-30 Name: Kraftwerk Lünersee/Latschau GstNr.: .1300 Lünerseewerk                                                                          |
| ja   | Datei hochladen | Kapelle Matschwitz HERIS-ID: 74830 Objekt-ID: 88271                                            | Matschwitzer Weg Standort KG: Tschagguns          | | BDA-Hist.: Q38136995 Status: § 2a Stand der BDA-Liste: 2025-06-30 Name: Kapelle Matschwitz GstNr.: .290 Matschwitz Kapelle                                                                                 |
| ja   | Datei hochladen | Sandrellhaus HERIS-ID: 44617 Objekt-ID: 45448                                                  | Unterer Archaweg 6 Standort KG: Tschagguns        | Das zweigeschoßige Steinhaus ist im Giebel verschalt. Das Mariahilf-Gemälde an der Fassade stammt aus dem Jahr 1754. | BDA-Hist.: Q2221158 Status: Bescheid Stand der BDA-Liste: 2025-06-30 Name: Sandrellhaus GstNr.: .599, .600 Sandrellhaus                                                                                    |
| ja   | Datei hochladen | Bauernhaus, Haus Keckeis HERIS-ID: 113668 Objekt-ID: 132030seit 2020                           | Unterziegerbergstraße 33a Standort KG: Tschagguns | | BDA-Hist.: Q105647171 Status: Bescheid Stand der BDA-Liste: 2025-06-30 Name: Bauernhaus, Haus Keckeis GstNr.: .558 Haus Keckeis                                                                            |
| BW   | Datei hochladen | Kraftwerk Gampadels HERIS-ID: 74820seit 2022                                                   | Werkweg 3 Standort KG: Tschagguns                 | Die untere Stufe des heute zweistufigen Kraftwerks wurde 1925 errichtet. | BDA-Hist.: Q23692106 Status: Bescheid Stand der BDA-Liste: 2025-06-30 Name: Kraftwerk Gampadels GstNr.: .955, 2230/1 Kraftwerk Gampadels                                                                   |
| ja   | Datei hochladen | Ehem. Raststätte Pension Montafonerstube HERIS-ID: 37537 Objekt-ID: 36718                      | Zelfenstraße 10 Standort KG: Tschagguns           | | BDA-Hist.: Q37976109 Status: Bescheid Stand der BDA-Liste: 2025-06-30 Name: Ehem. Raststätte Pension Montafonerstube GstNr.: 42 Tschagguns ehem Raststätte Montafonerstube                                 |
| ja   | Datei hochladen | Bauernhaus, Lorenzinhaus HERIS-ID: 11339 Objekt-ID: 7424                                       | Zelfenstraße 61 Standort KG: Tschagguns           | | BDA-Hist.: Q38097402 Status: Bescheid Stand der BDA-Liste: 2025-06-30 Name: Bauernhaus, Lorenzinhaus GstNr.: .590 Tschagguns Zelfenstraße 61                                                               |